# Blanca de Beaulieu
Blanca de Beaulieu (Blanche de Beaulieu ou La Vendéenne) es una obra de Alejandro Dumas publicada en 1826 en su primer libro en prosa Nouvelles Contemporaines y luego en 1835 en su colección Souvenirs d'Antony. 

## Argumento
La acción trascurre en 1793 en Francia. Mientras los enemigos internos y externos conspiran contra la república, los vandeanos se han levantado en armas contra los soldados republicanos.

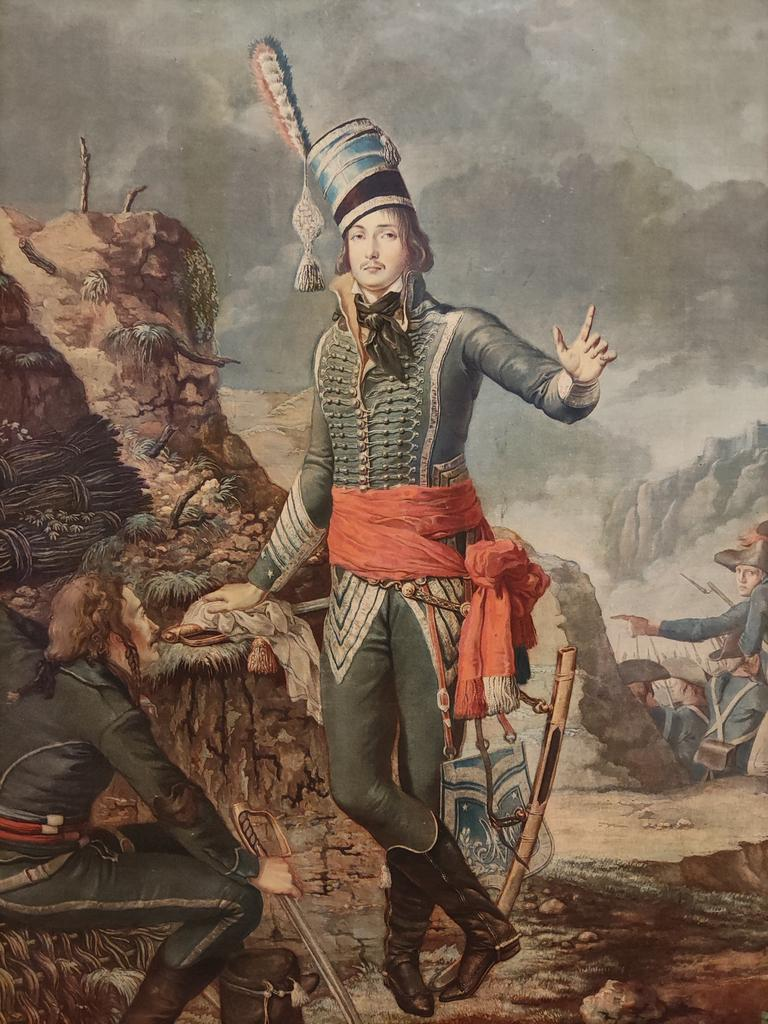
El joven general Marceau (Museo de la Revolución francesa).

Blanca, hija del jefe de la rebelión vandeana, el conde de Beaulieu, cae prisionera en una refriega y es llevada a presencia de los Generales Dumas y Marceau para interrogarla. Pero la belleza y entereza de la joven llama la atención del joven General Marceau, quien decide protegerla y con riesgo de su vida la esconde en casa de su madre en Nantes.
Un personaje siniestro de la revolución, Delmar, el representante del pueblo, descubre el escondite de la joven y la lleva presa. Marceau, desesperado, revela su amor por Blanca, pero nada puede detener el curso de la justicia revolucionaria con la hija de un prófugo y convicto de la Convención.
Marceau recurre entonces al poder de Robespierre, por lo que viaja a París a conseguir el indulto para poder salvar a su amada de la guillotina.
Esta novela sirvió de tema al libretista italiano Humberto Romanelli, para crear una ópera en tres actos que luego fue traducida al castellano por Xavier Santos y estrenada en el Teatro Colón de Buenos Aires en 1910 con mucho éxito. La música fue compuesta por el compositor argentino César A. Stiattesi (1881-1934).

## Citas de la obra
...desgraciados los hombres que han aplicado su imaginación a inventar medios de muerte, pues todo medio de destruir al hombre es fácil al mismo. Desgraciados los que han cometido asesinatos inútiles. Ellos son la causa de que nuestras madres tiemblen al pronunciar la palabra revolución, inseparable para ellas de las de sacrificio y destrucción...'
...se pregunta uno en vano de dónde proviene el predominio que una voluntad toma sobre todo un pueblo, y cómo, cuando uno dice: "Quiero", no se levantan todos para decir: "¡Está bien!...¡pero nosotros no queremos!". Esto depende de que, como dice Shakespeare, el pueblo no conoce más medio de recompensar al asesino de César que haciéndolo César. Por eso existen tiranos entre los que invocan la libertad...